# Inceptisol

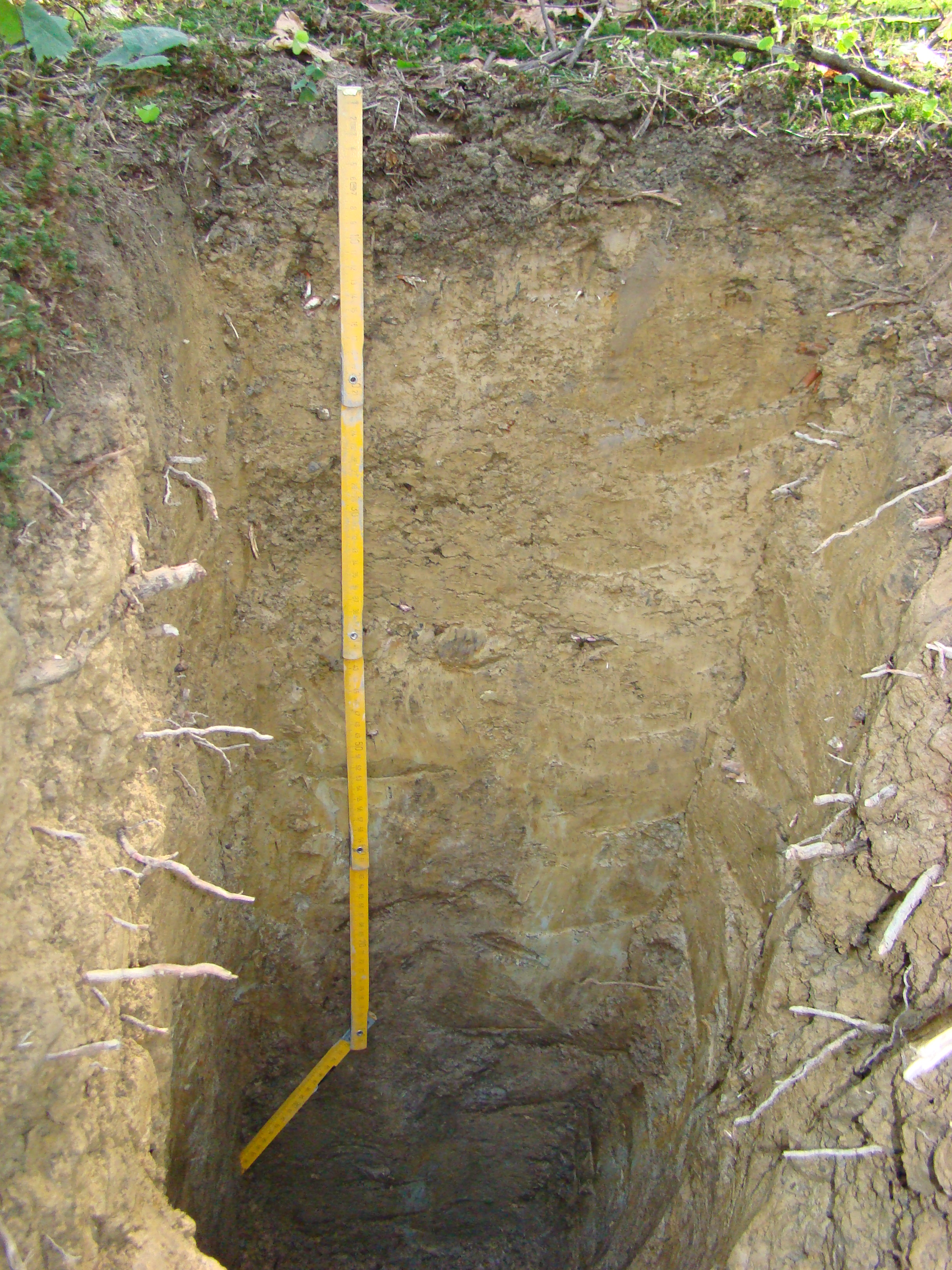
Cambisol éutrico (inceptisol) en las Montañas Beskid Niski, sur de Polonia

Los Inceptisoles, (del latín inceptum (comienzo)),  son una orden en la Taxonomía de suelos. Son suelos bastante jóvenes y poco desarrollados que están empezando a mostrar el desarrollo de los horizontes. Están más desarrollados que los Entisoles pero siguen presentando un perfil menos avanzado que la mayoría de suelos. Para ser considerados de este orden deben tener en el 50% o más de las capas situadas entre la superficie del suelo mineral, una profundidad de 50 cm y no contener óxido de hierro, óxido de aluminio y materia orgánica.
Todos los suelos de este orden cumplen la condición de tener un horizonte sálico o un epipedón hístico o úmbrico. Se encuentran en todo tipo de climas exceptuando el arídico. El tipo de vegetación que lo coloniza suele ser variado. Los suelos inceptisoles se encuentran repartidos por todo el planeta siendo más comunes en China y Sur de Europa. En total ocupan el 9.81% de la superficie global, llegando al 60% en la península ibérica. Pueden presentarse sobre una amplia gama de materiales litológicos como areniscas, lutitas, calizas, etc.

## Usos y aplicaciones
Los inceptisoles son en su mayoría suelos usados para el aprovechamiento forestal, sobre todo aquellos que presentan pendientes. También es común encontrar sobre ellos praderas o tierras de cultivo agrícola, como las usadas en plantaciones intensivas de tabaco en Navarra o en cultivos intensivos de café en laderas de Colombia. Con mucha frecuencia presentan reacción ácida y para ser productivos requieren encalados y fertilización. En regiones húmedas pueden ser utilizados para el pasto de cría intensiva de animales.

## Factores formadores
Como en todos los tipos de suelo, el tiempo sigue siendo un factor indispensable en la formación de los inceptisoles. Aunque pueden originarse en casi cualquier clima, aquellos con temperaturas más bajas y escasas precipitaciones serán los más propensos. La pendiente y vegetación también son factores determinantes, ya que regulan la velocidad de erosión de la capa superficial. La presencia de material parental de origen calcáreo facilita su aparición al aumentar la resistencia frente a la meteorización.

## Subórdenes
- Aquepts – Suelos que tienen un epipedón plaggen o antrópico[4] responsable de un mal drenaje que provoca la saturación del agua hasta hacerla aparecer en la superficie.
- Gelepts – Característico de regiones muy frías en donde la temperatura media no supera los 0 °C.
- Cryepts – Aquellos presentes en zonas montañosas y con bajas temperaturas.
- Udepts – Presentes en depósitos de Holoceno y que tienen un régimen de humedad perúdico o údico.
- Ustepts – Tienen un régimen de humedad údico y temperatura templada.
- Xerepts – Tienen un régimen de temperatura frígido, térmico o mésico y un régimen de humedad xérico.
- Anthrepts – Son inceptisoles que tienen un epipedión antróico y han sido modificados por la acción humana.